# Braintree (Vermont)
Braintree – miasto w Stanach Zjednoczonych, w stanie Vermont, w hrabstwie Orange.